# آوسونیا
آوسونیا (به ایتالیایی: Ausonia) یک کومونه در ایتالیا است که در استان فروزینونه واقع شده‌است. آوسونیا ۲۰ کیلومتر مربع مساحت و ۲٬۶۴۴ نفر جمعیت دارد و ۱۷۸ متر بالاتر از سطح دریا واقع شده‌است.

## خواهرخوانده
شهر Berzé-la-Ville خواهرخواندهٔ آوسونیا هست.